# بمب‌گذاری فوریه ۲۰۱۳ دمشق
در ۲۱ فوریه ۲۰۱۳، یک سری انفجار توسط خودروهای بمب‌گذاری شده در دمشق رخ داد که منجر به کشته شدن ۸۳ نفر شد. بزرگترین و کشنده‌ترین انفجار در نزدیکی دفتر حزب بعث سوریه و سفارت روسیه اتفاق افتاد که حداقل ۶۰ نفر در محل این انفجار کشته شدند. اکثر قربانیان غیرنظامیان از جمله کودکان بودند.